# 千奇百趣高B班
《千奇百趣高B班》，是香港電視廣播有限公司向日本朝日電視台購買版權而製作的一個資訊遊戲電視節目，以高清技術拍攝。節目主持為森美、阮小儀，助手為李偉健（粉筆）及陳亭嘉（粉刷）。至於旁白，本輯除了林保全及雷碧娜外，亦有使用其他配音員（全為男性路人，而女性路人和小孩則由雷碧娜負責），當中包括陳永信、李錦綸、梁偉德、招世亮、朱子聰、葉振聲、劉昭文、陳欣和蕭徽勇。
本節目是該台早前播出之《千奇百趣》系列之第六輯，並且首次每集播映一小時，以課室為主題，奇趣內容關於日本境內的奇景。節目於2012年2月25日至2012年6月16日，逢星期六香港時間20:30至21:30於翡翠台、高清翡翠台播放。另外，節目播出後於myTV提供節目重溫。

## 口號
本輯與之前一樣設有口號，今輯為︰
「啊~高B！[猜包剪揼，然後指着輸了的人說] 啊~低B！」

## 遊戲規則
遊戲玩法一如以往。主持會播放六段關於日本的趣怪事情的影片。嘉賓們會為每段影片的趣怪程度評分，最高可給10個「趣」。而部分片段則會考驗嘉賓的智力。如果嘉賓的解說偏離現實，甚至達離譜程度，更會遭座位上的「扑撃」（前為大拳頭）。
遊戲勝負由各組嘉賓在各遊戲及問答環節中獲得的「學分」而定奪，主持亦會因嘉賓的表現或個人見解，而加減分數，而本節目底分爲50分。所有遊戲完結後最低分的一組則接受大懲罰，但這個節目是不會派發任何獎金給任何嘉賓。

## 每集內容

### 熱身遊戲

#### 千奇百趣影班相
- 出現集數：第01、02、05、06、07、12、13集

玩法是要嘉賓在限時內湧上台階，向三部相機中其中指定的一部擺出甫士。勝出嘉賓各獲10學分。

#### 千奇百趣講得啱
- 出現集數：第03、04、08、10、11、14集

班長森美小儀訂出題目，每位同學盡量答題，當答錯的時候，森美便會向嘉賓噴風，顯露醜態。答得最多者為勝出者，可獲10學分。

#### 千奇百趣唱得啱
- 出現集數：第09集

以《有隻雀仔跌落水》作曲調藍本，配上其他歌曲的歌詞，如有唱錯，森美便會向嘉賓噴風，顯露醜態。唱得最多最正確為勝出者，可獲10學分。

### 突擊測驗
為每集中段的小遊戲。遊戲每集不同，讓嘉賓爭取學分。

### 大懲罰

#### 硬食大粉刷
最低分的一組嘉賓派出一位接受大懲罰。嘉賓須於限時內答中一條 IQ題，否則巨型粉刷則會把嘉賓弄到滿面忌廉。如果嘉賓答中問題，則會由下一組較低分的嘉賓接受大懲罰。

### 每集嘉賓
| 集數 | 播映日期 | 嘉賓                                         | 突擊測驗                               | 分數       | 參與大懲罰之嘉賓          | 最多「趣」片段                                                          |
| 01   | 2月25日  | 喬寶寶、張美妮 安德尊、陳 煒 宋芝齡、朱滙林  | 不直接用手推或吹汽水鑵而令汽水罐移動。 | 70 90 80   | 張美妮                    | 睇「鯉」個貓樣（30）                                                    |
| 02   | 3月3日   | 許紹雄、姚子羚 薛凱琪、周柏豪 張景淳、朱咪咪 | 推拉麵                                 | 95 125 100 | 許紹雄（成功過關） 張景淳 | 「暴」食海獺（30）                                                      |
| 03   | 3月10日  | 黎諾懿、朱 璇 張嘉兒、金 剛 陳庭欣、莊思明   | 視覺測試                               | 70 40 70   | 金 剛                     | 金剛「伯」萬行（30）                                                    |
| 04   | 3月24日  | 苟芸慧、李亞男 吳家樂、葉翠翠 梁嘉琪、溫家偉 | 拱橋                                   | 60 90 70   | 李亞男                    | 拱橋啦Baby（30）                                                        |
| 05   | 3月31日  | 郭政鴻、楊秀惠 鄧梓峰、岑麗香 李綺雯、吳業坤 | 雞蛋列車                               | 60 70 30   | 吳業坤                    | 男人抬亭烏瀡瀡（30） 愛心「飯」婦人（30） 連車扢起（30） 搞嘢公路（30） |
| 06   | 4月7日   | 何傲兒、張慧雯 呂慧儀、王君馨 林溥來、關婉珊 | 救救小杜鵑                             | 60 70 60   | 何傲兒、張慧雯            | 踩界我大晒（30） 我要回家鳥（30） 超窄劏「麵」店（30）                  |
| 07   | 4月21日  | 許廷鏗、鄭欣宜 農 夫 胡鴻鈞、吳若希          | 不被刺穿的泡泡                         | 80 90 50   | 胡鴻鈞                    | 失驚無神閃星星（30） 喜愛夜泡（30） 姚明紅蘿蔔（30）                    |
| 08   | 4月28日  | 胡諾言、陳 琪 洪天明、周家蔚 鄧健泓、龔嘉欣  | 反手畫另一半的樣子                     | 60 70 60   | 陳 琪                     | 瞬間變白頭（30） 環保紙包車（30）                                       |
| 09   | 5月5日   | 江欣燕、羅孝勇 林欣彤、王祖藍 馮允謙、廖仲謙 | 鬥吹Memo紙                             | 80 70 60   | 馮允謙                    | 愁爆Pet Pet（30）                                                       |
| 10   | 5月12日  | 林夏薇、袁偉豪 黃得生、商天娥 李思欣、陳奐仁 | 透過擊掌把對方推倒                     | 40 80 50   | 袁偉豪                    | 大屋二份一（30） 木上的貓兒（30）                                       |
| 11   | 5月26日  | 高海寧、宋熙年 沈卓盈、徐淑敏 馬 賽、翟威廉  | 把攝在火柴盒底部的一元硬幣拿出         | 40 60 50   | 高海寧                    | 溫泉三盞燈（30） 迷人Pink River（30）                                   |
| 12   | 6月2日   | 敖嘉年、何傲芝 江若琳、梁烈唯 李璧琦、陳智燊 | 北極熊捉企鵝(朦眼扑目標)               | 0 -40 80   | 江若琳                    | 沖沖涼 食食麵（30） 路宿街頭電視機（30）                                |
| 13   | 6月9日   | 蕭正楠、樂 瞳 胡定欣、麥長青 蔣家旻、羅鈞滿  | 把放在臉上的薯片吃掉                   | 40 70 60   | 蕭正楠                    | 鵝們上學了（30） 九曲十三溪（30）                                       |
| 14   | 6月16日  | 阮兆祥、賈曉晨 馬國明、江美儀 狄易達、張秀文 | 口射馬紙                               | 80 70      | 賈曉晨                    | 流浪雀之「車」（30）                                                    |

## 收視
以下為本節目於香港無綫電視翡翠台、高清翡翠台之收視紀錄：
| 週次 | 集數 | 日期          | 平均收視 |
| ---- | ---- | ------------- | -------- |
| 1    | 01   | 2012年2月25日 | 22點     |
| 2    | 02   | 2012年3月3日  | 21點     |
| 3    | 03   | 2012年3月10日 | 23點     |
| 4    | 04   | 2012年3月24日 | 21點     |
| 5    | 05   | 2012年3月31日 | 21點     |
| 6    | 06   | 2012年4月7日  | 20點     |
| 7    | 07   | 2012年4月21日 | 21點     |
| 8    | 08   | 2012年4月28日 | 22點     |
| 9    | 09   | 2012年5月5日  | 19點     |
| 10   | 10   | 2012年5月12日 | 20點     |
| 11   | 11   | 2012年5月26日 | 20點     |
| 12   | 12   | 2012年6月2日  | 20點     |
| 13   | 13   | 2012年6月9日  | 21點     |
| 14   | 14   | 2012年6月16日 | 21點     |

## 記事
- 2012年3月17日：由於播映《博愛歡樂傳萬家》，本節目暫停播映。
- 2012年4月14日：由於播映特備節目《盛女駕到》，本節目暫停播映。
- 2012年5月19日：由於播映《萬眾同心公益金》，本節目暫停播映。
- 2012年6月16日：因當日的《六點半新聞報道》直播神舟九號升空而延至約19:10結束，原定港台節目及《歐洲國家盃2012至Like一分鐘》延遲十多分鐘播出，本節目順延至約20:40~21:40播出。

## 電視節目的變遷
| 無綫電視 翡翠台、高清翡翠台 星期六 20:30-21:30 | 無綫電視 翡翠台、高清翡翠台 星期六 20:30-21:30 | 無綫電視 翡翠台、高清翡翠台 星期六 20:30-21:30 |
| ---------------------------------------------- | ---------------------------------------------- | ---------------------------------------------- |
|                                                | 千奇百趣高B班 (2012.02.25 - 2012.06.16)        |                                                |
| 香港美食100強 (2011.10.15 - 2012.02.18)        | 明愛暖萬心 (2012.06.23)(20:30-22:30)           |                                                |

## 外部連結
- 節目網站（页面存档备份，存于）
- myTV[永久]